# Synoestropsis punctipennis
Synoestropsis punctipennis is een schietmot uit de
familie Hydropsychidae. De soort komt voor in het Neotropisch gebied.